# Вільгельміна Герцліб
Кристіана Фрідеріка Вільгельміна Герцліб (нім. Christiane Friederike Wilhelmine Herzlieb, Мінна або Мінхен Герцліб; 22 травня 1789, Цюлліхау — 10 липня 1865, Герліц) — німецька видавницяя. За деякими вченими, прототип Оттилії із «Виборчої спорідненісті» Йоганна Вольфганга Ґете.
Залишившись сиротою, Мінна виховувалася в будинку видавця Карла Ернста Фрідріха Фромана в Єні. У 1807 році Вільгельміна Герцліб приїхала в Веймар, де познайомилася з Ґете, який присвятив їй численні сонети.
Її шлюб з єнським професором Карлом Вільгельмом Вальхом виявився фатальним. Від душевних страждань Мінна втратила розум і померла в лікарні 10 липня 1865 року.